# Moto Meteora
La Moto Meteora è stata un'officina motociclistica che ha anche assemblato moto con proprio telaio e componenti altrui, esistendo quale piccola casa motociclistica artigianale, attiva con proprio marchio, dal 1953 al 1980. Il suo logo, in parte mutato nel corso degli anni, era costituito dalle parole sovrapposte, in caratteri corsivi, "Moto" e "Meteora", con la "m" condivisa, accolte in due cerchi concentrici. Sullo sfondo, le torri di bologna e, sopra la parte superiore del cerchio più largo, la stilizzazione di due ali, omaggio al logo della "Moto Mengoli". Per un certo periodo, a simboleggiare la fornitura di gruppi termici, fu aggiunta una clessidra e la scritta "Motori Morini Franco". È oggi un marchio non utilizzato.

## Storia dell'azienda: 1953 -1979
Nell'immediato secondo dopoguerra, Enzo Mengoli, un tecnico meccanico specializzato che si era già occupato - con Athos Busi, costruttore con la Cicli Busi di telai per biciclette da corsa per varie marche - collabora con lo stesso Busi all'allestimento di telai per micromotori. La Cicli Busi, ridenominata Officina Busi, inizia a sviluppare intere motorette (la prima, nel 1947, con marchio Nettunia, pensata per il Ducati Cucciolo 38). A quel punto Mengoli, separandosi dal socio che puntava ad un allargamento del listino, fonda in via Emilia Levante 158 una propria officina per telai e sospensioni, accordandosi, per la motorizzazione dei propri mezzi, con Amedeo Rocca, titolare della O.Me.S. (Officina Meccanica Specializzata).
Dopo aver presentato al salone milanese del dicembre 1952 due "Moto Mengoli" (175 Turismo con motore a 4 tempi e una economica e convenzionale 125, con motore a 2 tempi), nel 1953 Mengoli fallisce. Pur tentando successivamente un'ulteriore avventura nel mondo dei motori, cede in quell'anno i propri macchinari e brevetti (fra cui quello sul 175 monoalbero 4 tempi) al suo collega, tecnico e meccanico bolognese Angelo Zanasi (1899-1957), che già gestiva - in via Melloni nr.3 - una delle tantissime officine motociclistiche esistenti dal secondo dopoguerra agli anni settanta, nella zona del bolognese.

### L'Officina Meccanica Montaggio Motoleggere Moto Meteora: 1953-1957
Ecco che, inseguendo la domanda di mezzi su due ruote e complice l'allora relativa semplicità burocratica per omologare ciclomotori e motocicli progettati e costruiti in piccole serie, utilizzando in maniera ibrida proprie parti e componenti di altre aziende, già nel 1953 Zanasi, che oltre a meccanico motociclista era stato anche pilota, e quindi in grado di collaudare i mezzi, cambiò nel febbraio 1953 denominazione e missione della propria attività, creando l'Officina Meccanica Montaggio Motoleggere Moto Meteora e registrando il nome di "Moto Meteora". 
Preparò in breve tempo una sua 175, comprendendo e sfruttando le potenzialità del nuovo motore O.Me.S monocilindrico monoalbero con cambio a quattro marce, cedutogli da Mengoli, che riiusciva ad erogare su strada 8,5 CV a 5.800 giri/min, permettendo alla moto di raggiungere i 95 km/h. Il telaio era realizzato, su progetto di un tecnico locale, da Zanasi, nella sua officina; il resto dei componenti proveniva da altri fornitori.  La moto fu presentata nell'aprile del 1953, ma ebbe scarso successo (appena 30 esemplari prodotti) a causa della scarsa affidabilità del motore.
Nel 1955 venne assembalta e prodotta una nuova moto, una 125 con motore FBM due tempi (Meteora T.S 125), cui si affiancarono dei ciclomotori e delle 75 cm³ sempre con motore FBM. Le vendite procedevano discretamente, al punto che, abbisognando di spazi maggiori, nel 1956 l'azienda si trasferì in Via San Mamolo 154, incrementando la produzione di modelli e continue varianti, con speciale attenzione alle cilindrate più basse : numerosi furono i Meteora 48cc su motori F.B.M., Grillo, NSU Quickly, Morini Franco ed altri. Venne prodotto anche un primo piccolo motocarrino Meteora con motore Morini Franco.
La gamma si ampliò nel 1957 con la nascita della Meteora 150, spinta da un monocilindrico Minarelli, completando così un listino variegato. 

### La nuova proprietà: dal 1957 agli anni sessanta
Nel 1957 Zanasi, malato (morirà lo stesso anno) cedette l'azienda e l'officina per motivi di salute; subentrò nella proprietà (con una nuova denominazione formale : Zanasi Angelo di Negri Isora) la signora Isora Negri, già dipendente dell'azienda. Si proseguì la produzione dei modelli già esistenti, progettandone di nuovi. Del 1962 è il Kalimero, ciclomotore utilitario a telaio rigido motorizzato Franco Morini, ed una moto di classe superiore con motore 150 (Meteora 150 con gruppo FB Minarelli 4 tempi), cercando di promuovere moto che, oltre ad essere mezzi di trasporto e lavoro, iniziavano a dover essere anche esteticamente piacevoli da vedere e usare a scopo ricreativo. 
Fra il volgere degli anni cinquanta ed i sessanta i modelli sfornati furono innumerevoli, spesso senza neppure un nome; nel novero di quelli in listino, si ricorda il Turismo, il Lusso, lo Sport Super Sprint. Come avveniva spesso per queste piccole produzioni, le denominazioni erano peraltro riutilizzate varie volte; assieme alle modifiche apportate per adattare i mezzi alle richieste dei clienti, è un elemento di ulteriore confusione nel voler censire la produzione. 
Negli anni sessanta la Meteora assemblò anche motocarri a tre ruote di cilindrata superiore, ed utilizzò per questi e per le moto, anche motori della NSU.
Nel 1967 l'azienda passò nelle mani di Franco Bonfiglioli, figlio della precedente titolare, il quale spostò l'azienda a Riale di Zola Predosa, in via Risorgimento 88. 

### La gestione Bonfiglioli e l'assemblaggio conto terzi:  dal 1967 al 1980
Sotto la nuova gestione, fra la fine degli anni sessanta e gli anni settanta,  furono prodotti svariati modelli di ciclomotori motorizzati Franco Morini, sportivi, utilitari, fuoristrada cross (quali il Gim Cross 50, o il cross 5M con motore "turbo star radiale " della Franco Morini) e anche una minimoto, oltre a ciclomotori sullo stile del Ciao della Piaggio , quali il Meeting.
Nel 1975 la crisi del settore, oramai fagocitato dalle grandi imprese nazionali ed estere, portò la Moto Meteora a ridurre le proprie produzioni e a sospendere lo sviluppo e ricerca di nuovi prodotti, i cui costi oramai superavano i ricavi, nel caso di produzioni in piccole serie. In compenso, per mantenere una propria attività, l'azienda iniziò una serie di accordi . Per la Motobécane produsse, presso i propri capannoni, una serie di ciclomotori stradali e da fuoristrada destinati ai mercati francese, italiano, tedesco e statunitense: fino al 1980 se ne produssero circa 15.000. 
Dopo un ulteriore trasferimento a Monteveglio la Meteora cessò progressivamente, verso la fine del decennio, ogni attività a marchio proprio, con l'uscita degli ultimi modelli propri dai listini, continuando a produrre ed assemblare solo conto terzi (Malaguti, Malanca e Moto Villa).

## La produzione per conto Honda e la chiusura: 1980 -1985
Negli anni ottanta, con il tracollo delle grandi cilindrate italiane, e la diffusione delle maximoto giapponesi, la Moto Meteora - utilizzata oramai solamente come stabilimento, senza più marchio, ricerca, né produzione - assemblò mezzi per conto della Honda. La multinazionale infatti, aveva creato già nel 1973 la IAP-Honda ad Atessa (Chieti), con azionista Livio Biagini, e con il contributo della Cassa per il mezzogiorno, per assemblare le proprie maxi-moto (cilindrate : 350, 400, 450, 500, 550, 750, 1000) con componenti provenienti dal Giappone. 
Nel 1975, cogliendo l'interesse del mercato europeo per il segmento 125, si era attrezzata presso la IAP con un nuovo stabilimento e con pezzi che avrebbero dovuto essere fabbricati nella Val di Sangro ma che, in un primo tempo, furono importati. Per sopperire ai limiti dello stabilimento, che nel 1981 doveva reggere il carico di tutte le cilindrate (125, 400, 500, 550, 650, 750, 900,1000, 1100) la direzione dell'azienda giapponese decise di accordarsi con la Meteora, trasferendo in blocco la catena di montagigo delle maxi moto (dalla 400 fino alla 1100) presso gli impianti della casa bolognese, oramai sottoutilizzati e prossimi al disuso completo. 
La ex Meteora, negli anni ottanta, si limitò così a montare i pezzi provenienti dal Giappone, preparando e collaudando le moto per la messa in strada, sfruttando le capacità tecniche degli impianti bolognesi e quelle del personale, fino alla definitiva chiusura dell'impianto, nel 1985.
L'azienda - formalmente ancora esistente quale "Moto Meteora di Franco Bonfiglioli" - si è trasferita nuovamente a Zola Predosa, in via Via Mazzini 21/1,  lavorando come terzista, e assemblando per un periodo, dal 2001, le minimoto LEM e Beta, costruendo ciclomotori e parti staccate di meccanica. Il marchio "Moto Meteora", di proprietà, è attualmente inutilizzato. 